# James Risen
James Risen (né le 27 avril 1955) est un journaliste américain travaillant pour le compte du New York Times. Il étudie les activités du gouvernement des États-Unis, principalement dans le domaine de la sécurité nationale et du renseignement. 

## Biographie
Conjointement avec Eric Lichtblau, il a reçu le prix Pulitzer en 2006 pour avoir documenté le programme de surveillance électronique de la NSA. Le gouvernement des États-Unis l'a accusé d'avoir contrevenu à la sécurité nationale en dévoilant ce programme et l'a poursuivi (cette poursuite judiciaire qui l'oblige à livrer ses sources aboutit à la Cour suprême qui rejette en 2014 le « privilège du journaliste (en) »). Risen estime qu'il a été surveillé dans le cadre du programme, car les autorités américaines avaient en main la retranscription de ses conversations téléphoniques lors de l'une de ses comparutions devant le tribunal.
Également en 2006, il a exposé, dans son ouvrage State of War, plusieurs opérations clandestines des États-Unis dont l'opération Merlin, mais certaines affirmations sont controversées. 
Risen est en 2006 lauréat du prix Pulitzer du National Reporting en français : « reportage national ».

## Publications
- Milton Bearden et James Risen (trad. de l'anglais par Alain Deschamps et Dominique Peters), CIA-KGB : Le Dernier Combat [« The Main Enemy »], Paris, Albin Michel, 2004, 637 p. (ISBN 2-226-13803-X et 978-2-226-13803-3)
- James Risen (trad. de l'anglais par Laurent Bury, Alain et Josiane Deschamps), État de guerre : histoire secrète de la CIA et de l'administration Bush [« State of War »], Paris, Albin Michel, 2006, 263 p. (ISBN 2-226-17093-6 et 978-2-226-17093-4)